# Guillermo Álvarez Guedes
Guillermo Álvarez Guedes (* 8. Juni 1927 in Unión de Reyes, Provinz Matanzas; † 30. Juli 2013 in Kendall, Florida) war ein kubanisch-US-amerikanischer Komiker, der seit 1960 im Exil lebte und außer unter Kubanoamerikanern sowie unter seinen Landsleuten auf Kuba auch in der gesamten spanischsprachigen Welt unter seinen Nachnamen Álvarez Guedes für seinen Humor bekannt war.

## Leben

### Jugend und frühe Karriere in Kuba
Guillermo Álvarez Guedes wuchs als zweitjüngstes von sieben Kindern der Eheleute Conrado Simeón Álvarez Hernández und Rosa Guedes Fernández in dem 140 Kilometer östlich von Havanna gelegenen Dorf Unión de Reyes auf. Er trat erstmals mit 5 Jahren als Schauspieler auf einer Dorfbühne auf. Im Alter von 13 Jahren verließ er sein Elternhaus, um sich einem Wanderzirkus anzuschließen und mit 14 Jahren sprang er als Sänger in einer Band ein. 1946 ging er nach New York und war als illegaler Gelegenheitsarbeiter tätig, bis ihn die Einwanderungsbehörde 1949 nach Kuba deportierte. In Havanna begann er mit 22 Jahren seine Komikerkarriere im Hörfunk. Er trat zudem auf Theaterbühnen und in Unterhaltungsclubs, als Sprecher in Radiohörspielen sowie als Schauspieler (ab 1951 im Fernsehen und ab 1953 auf der Kinoleinwand) auf. Landesweit bekannt wurde er in der Stammrolle eines Betrunkenen im regelmäßigen Unterhaltungsprogramm Cabaret Regalías (später fortgesetzt als Casino de la Alegría) als einer der ersten Fernsehkomiker Kubas. In der lebendigen Musik- und Kulturszene Havannas hatte er gemeinsame Veranstaltungen mit Musikstars wie Beny Moré, Olga Guillot und Rosita Fornés. Gemeinsam mit dem Gesangs- und Schauspielstar Rita Montaner führte er anderthalb Jahre lang durch die wöchentliche Fernsehunterhaltungsshow Rita y Willy.

### Exil
Als Fidel Castro nach der Vertreibung des Diktators Fulgencio Batista ab 1959 in Kuba eine neue Diktatur errichtete, ging Álvarez Guedes im Oktober 1960 wie Hunderttausende weiterer Kubaner ins Exil – den letzten Flug aus der Heimat trat er zufällig gemeinsam mit der prominenten Sängerin Celia Cruz an, die wie er nie wieder nach Kuba zurückkehrte. Nachdem er zunächst in Puerto Rico und New York gelebt hatte, ließ er sich schließlich dauerhaft in Miami nieder, unterbrochen von einem mehrjährigen Aufenthalt in Madrid Anfang der 1970er Jahre. Er war über fünf Jahrzehnte einer der erfolgreichsten Unterhaltungskünstler des kubanischen Exils.

### Internationaler Erfolg als Komiker
Er trat in den USA, Spanien und verschiedenen lateinamerikanischen Ländern auf und veröffentlichte ab 1973 insgesamt 32 Schallplatten. Unter anderem hatte er 1983 einen ausverkauften Auftritt in der Carnegie Hall in New York. Außerdem wirkte er in Kinofilmen und bei Fernsehproduktionen mit und veröffentlichte Bücher und DVDs. Ende der 1980er kehrte er  mit einer eigenen Show auf dem hispanoamerikanischen Sender Univision erstmals seit seiner Ausreise aus Kuba ins Fernsehen zurück. Bei einer Radiostation in Südflorida hatte er 15 Jahre lang bis 2011 seine regelmäßige dreistündige Radiosendung Aquí está Álvarez Guedes, in der er Witze, Musik und politische Kommentare kombinierte.

### Typischer Humor
Seine häufig derben Witze und Anekdoten erreichten ein breites Publikum und bezogen sich vor allem auf Alltagsgeschichten und typisch kubanische Eigenschaften und Gewohnheiten. Sein vor allem in Form der Stand-up-Comedy vorgetragener Humor stand in der kubanischen Tradition des „Choteo“, einer ironischen (und selbstironischen) Haltung, die insbesondere Respektlosigkeit gegenüber politischen und religiösen Autoritäten sowie Verstöße gegen Konventionen des guten Benehmens umfasst. Sein Markenzeichen war das häufig gebrauchte „¡ño!“ – ein von ihm auf eine einzige Silbe verkürzter, im kubanischen Spanisch gängiger vulgärer Kraftausdruck.

### Tätigkeit als Musikproduzent
Parallel zu seiner Tätigkeit als Komiker war er ab 1954 als Musikproduzent und -verleger tätig und arbeitete dabei mit wichtigen Künstlern der kubanischen und karibischen Musikszene zusammen, darunter Bebo Valdés, Chico O’Farrill und La Lupe. Gemeinsam mit seinem Bruder Rafael und dem Pianisten Ernesto Duarte gründete er Anfang 1957 das Plattenlabel „Producciones Gema“, das sie später im Exil als „Gema Records“ wiederaufbauten. Gema war auf populäre lateinamerikanische Musik spezialisiert und verhalf Künstlern wie Willy Chirino und El Gran Combo de Puerto Rico zu internationalem Erfolg. Die Firma diente Álvarez Guedes später zur Verbreitung seiner eigenen Humor-Schallplatten.

### Politische Position
Er vertrat eine deutlich ablehnende Haltung gegen das diktatorische Regime der Brüder Fidel und Raúl Castro, was ihn unter anderem dazu bewog, die Familie des oppositionellen kubanischen Schriftstellers Raúl Rivero zu unterstützen, nachdem dieser in der Verhaftungswelle des „Schwarzen Frühlings“ 2003 verhaftet und zu einer 20-jährigen Gefängnisstrafe verurteilt worden war. Trotz seiner Prominenz im Kuba der 1950er Jahre und obwohl seine Witze in Form von Schallplatten, Kassetten und Videos verdeckt auch während seines Exils unter der kubanischen Bevölkerung der Insel zirkulierten, blieb Álvarez Guedes in den wichtigsten von der Regierung kontrollierten kubanischen Massenmedien auch nach seinem Tod unerwähnt. Seine ältere Schwester Eloísa (1916–1993) war nach der Revolution in Kuba geblieben, hatte ihre Schauspielkarriere dort erfolgreich fortgesetzt und war als überzeugte Kommunistin vom Staatsrat mit einem nationalen Kulturpreis ausgezeichnet worden.
Guillermo Álvarez Guedes starb 86-jährig nach kurzer Krankheit.

## Buchveröffentlichungen (Auswahl)
- De la vida, de la muerte, y otras mierdas más. 1981 (spanisch)
- El día que... cayó Fidel Castro. 1990 (spanisch)
- Malas palabras, buenas palabras, y otras palabras. 1990 (spanisch)
- Cadillac 59. (Roman), Athena Press, 2001 (spanisch)

## Filmografie
- 1952: Yo soy el hombre (Kuba)
- 1953: San Rifle en La Habana (Kuba)
- 1957: The Big Boodle (USA)
- 1966: Dios te salve, psiquiatra (USA)
- 1976: A mí qué me importa que explote Miami (Spanien)
- 1990: La chica del alacrán de oro (Mexiko)
- 1993: Que todo quede entre cubanos (USA)